# تاكيشي هامادا
تاكيشي هامادا (باليابانية: 濱田 武) (21 ديسمبر 1982 في أوساكا في اليابان – )؛ هو لاعب كرة قدم ياباني سابق كان يلعب كلاعب وسط.

## وصلات خارجية
- تاكيشي هامادا على موقع رابطة كرة القدم اليابانية للمحترفين (اليابانية)
- تاكيشي هامادا على موقع قاعدة بيانات كرة القدم.إي يو (الإنجليزية)
- تاكيشي هامادا على موقع Soccerway.com (الإنجليزية)
- تاكيشي هامادا على موقع عالم كرة القدم.نت (الإنجليزية)